# Charaxes melloni
Charaxes melloni är en fjärilsart som beskrevs av Fox 1963. Charaxes melloni ingår i släktet Charaxes och familjen praktfjärilar. Inga underarter finns listade i Catalogue of Life.